# 49
El año 49 (XLIX) fue un año común comenzado en miércoles del calendario juliano, en vigor en aquella fecha. 
En el Imperio romano, era conocido como el Año del consulado de Longo y Veranio (o menos frecuentemente, año 802 Ab urbe condita). La denominación 49 para este año ha sido usado desde principios del período medieval, cuando el Anno Domini se convirtió en el método prevalente en Europa para nombrar a los años.

## Acontecimientos
- La carta de San Pablo, Epístola a los gálatas, es redactada.
- Séneca se convierte en tutor de Nerón.